# 奧爾頓 (新罕布什爾州普查規定居民點)
奧爾頓（英語：Alton）是位於美國新罕布什爾州貝爾納普縣的普查規定居民點。

## 人口
根據2020年美國人口普查的數據，奧爾頓的面積為1.30平方千米，當中陸地面積為1.21平方千米，而水域面積為0.09平方千米。當地共有人口499人，而人口密度為每平方千米383.85人。